# Slam Dunk Ernest
Slam Dunk Ernest är en amerikansk långfilm från 1995 i regi av Coke Sams.

## Om filmen
Slam Dunk Ernest var den enda av filmerna om Ernest som inte regisserades av John R. Cherry III. 

## Rollista i urval
- Jim Varney - Ernest P. Worrell